# 삼수 (별자리)
삼수(參宿)는 동아시아의 별자리인 이십팔수의 하나이다. 서방백호 7수(西方白虎七宿) 중 일곱 번째에 해당된다.
서양 별자리의 오리온자리의 일부에 해당된다.

## 삼수에 속한 별자리
삼수에 속한 별자리들은 다음과 같다.
| 별자리 | 한자       | 별 개수 | 위치       | 의미                 |
| ------ | ---------- | ------- | ---------- | -------------------- |
| 삼     | 參         | 7       | 오리온자리 | 백호의 가슴          |
| 벌     | 伐         | 3       | 오리온자리 | 잘못을 처벌함        |
| 옥정   | 玉井       | 4       |            | 깨끗하고 시원한 우물 |
| 병     | 屏         | 2       | 토끼자리   | 울타리, 눈가리개     |
| 군정   | 軍井       | 4       |            | 군대의 우물          |
| 측     | 廁         | 4       | 토끼자리   |                      |
| 천시   | 天矢, 天屎 | 1       |            |                      |

## 참고 문헌
- 권근 외, 『천상열차분야지도』, 서운관(書雲觀), 1395
- 이문규, 《고대 중국인이 바라본 하늘의 세계》, 문학과 지성사, 2000
- 이순지 저, 김수길.윤상철 역,《천문류초》, 대유학당, 1998
- 박창범, 《하늘에 새긴 우리역사》, 김영사, 2002